# Aeropuerto Regional de Collingwood
El Aeropuerto de Collingwood (IATA: CNY3) es un aeródromo registrada de tamaño mediano situado a 4 Nm (7,4 km; 4,6 millas) al sureste de Collingwood, Ontario, Canadá, a 45 km (28 millas) al oeste de Barrie y 150 km (93 millas) al norte de Toronto. Se encuentra ubicado en el municipio de Clearview, cerca de Playa de Wasaga y las colinas de esquí de Blue Mountain.

## Estadísticas
El aeropuerto hizo un total de 8.996 movimientos en el año de 2010.
| Año  | Días reportados | Movimientos itinerantes | Movimientos locales | Movimientos itinerantes y locales |
| ---- | --------------- | ----------------------- | ------------------- | --------------------------------- |
| 2010 | 344             | 7 502                   | 1 494               | 8 996                             |

## Precios

### Aeronaves
- Aterrizaje $:	0,00[1]
- Terminal $: 0,00
- Estacionamiento $: 9,00
- Impuesto de aeropuerto de combustible (litros) $: 0,00

### Combustibles
- 100LL $: 1,70
- Mogas $: 1,56
- Jet Fuel $: 1,46